# Defibrillation
Die Defibrillation (von lateinisch de „ab“, „weg“, und lateinisch-englisch fibrillation „Flimmern“) ist eine Behandlungsmethode gegen die lebensbedrohlichen Herzrhythmusstörungen Kammerflimmern und Kammerflattern, bei der durch starke Stromstöße bzw. Kondensatorentladungen die normale Herzaktivität wiederhergestellt werden soll. Das verwendete Gerät nennt man Defibrillator oder im Fach-Jargon Defi.

## Indikationen
Die Defibrillation wird ausschließlich im Rahmen der Reanimation beim Kammerflimmern, beim Kammerflattern sowie bei der pulslosen ventrikulären Tachykardie eingesetzt.
- Kammerflimmern (VF, ventrikuläre Fibrillation) bedeutet, dass durch eine fehlerhafte Erregungsbildung am Herzen alle Herzmuskelzellen zittern, aber zu keiner koordinierten Aktion fähig sind. Dadurch kann das Herz nicht mehr pumpen, es entsteht ein Kreislaufstillstand. Es ist kein Puls mehr tastbar.
- Kammerflattern zeigt den gleichen pathologischen Mechanismus wie das Flimmern, unterscheidet sich jedoch in der Frequenz der Flimmerwellen, wobei in der Literatur unterschiedliche Werte angegeben werden (ab 280–350/min).
- Die ventrikuläre Tachykardie (VT) kann in eine pulslose und eine pulsatile unterschieden werden, wobei die pulslose VT eine absolute Indikation zur Defibrillation darstellt. Die pulsatile VT kann mittels Kardioversion (Sonderform der Defibrillation) beendet werden, sofern eine medikamentöse Therapie wirkungslos bleibt. Die VT zeigt gleichmäßige schnelle Erregungen, die von den Herzkammern ausgehen und nicht wie üblich vom Erregungszentrum im Herzvorhof.

Damit das Herz das Blut in die Arterien pumpen kann, muss es sich zusammenziehen. In den beschriebenen Situationen kann sich das Herz aufgrund der hohen Erregungsfrequenz nicht oder nicht mehr vollständig zusammenziehen. Dadurch können die Organe nicht mehr mit Blut versorgt werden. Die hier beschriebenen Rhythmusstörungen enden daher unbehandelt innerhalb von Minuten tödlich. Kammerflimmern ist die häufigste tödliche Herzrhythmusstörung bei Erwachsenen. Die jeweiligen Diagnosen können mit einem einfachen 3-Kanal-EKG gestellt werden. Als Monitor kann ein im Defibrillator eingebautes EKG-Gerät dienen.
Ursachen für lebensbedrohliche Herzrhythmusstörungen können zum Beispiel ein Herzinfarkt sein, aber auch Stromschläge oder Medikamenten- und Drogenintoxikationen. Zeigt das Herz überhaupt keine elektrische Aktivität, als Asystolie oder auch als Null-Linie bezeichnet, oder bewirkt die elektrische Aktivität keinerlei mechanische Reaktion des Herzens (PEA – pulslose elektrische Aktivität, bzw. EMD – elektro-mechanische Dissoziation), bleibt eine Defibrillation wirkungslos, wäre zeitvergeudend und kann zudem das Herzmuskelgewebe schädigen.
Angestrebt im Rahmen der kardiopulmonalen Reanimation bei Kammerflimmern oder pulsloser ventrikulärer Tachykardie ist eine Frühdefibrillation: Je früher eine indizierte Defibrillation erfolgt, desto besser ist die Überlebensrate und Prognose der betroffenen Patienten.

## Kontraindikationen
Es gibt Gründe, unter denen keine Defibrillation durchgeführt werden sollte.
Physiologische Gründe
- Vorhandener Puls
- Unterkühlte Patienten unter 27 °C Körperkerntemperatur
- Asystolie, pulslose elektrische Aktivität
- Sichere Todeszeichen

Umgebungsbedingte Gründe
- Direkter Hautkontakt des Patienten zum Helfer
- Nasser Untergrund (Nässebrücke zum Helfer)
- Metallischer Kontakt zwischen Patient und Helfer
- Explosionsgefährdete Umgebung

Rechtliche Gründe
Patienten können rechtlich bindende Patientenverfügungen verfassen. Diese haben den Zweck, den Willen des Patienten bezüglich medizinischer Behandlung für den Fall seiner Einwilligungsunfähigkeit schriftlich festzuhalten. Oftmals umfasst dies auch den Willen, nicht reanimiert bzw. defibrilliert zu werden. Aufgrund von Zeitdruck, mangelnder Überprüfbarkeit der Personalien und der Patientenverfügung selber sind diese normalerweise in der außerklinischen Notfallmedizin jedoch nicht relevant. Anders verhält es sich bei Krankenhauspatienten, deren Identität geklärt ist und deren Patientenverfügung ihrer Krankenakte beiliegt.

## Therapieprinzip
Die Aktivität der Herzmuskelzellen wird durch elektrische Signale gesteuert. Bei den defibrillierbaren Rhythmusstörungen ist die Weiterleitung dieser Reize gestört, so dass im betroffenen Muskelgewebe ungeordnete elektrische Signale gebildet werden.
Kammerflimmern führt unmittelbar zu einem kompletten Zusammenbruch des Kreislaufs, da aufgrund eines elektrischen Chaos des Herzens eine geordnete und mechanisch effiziente Kontraktion nicht möglich ist. Die einzig effektive Therapie besteht in der Abgabe eines elektrischen Stromimpulses, der Defibrillation. Dass damit Kammerflimmern beendet werden kann, ist seit vielen Jahren bekannt. Die physiologischen Prinzipien, nach denen die Defibrillation wirkt, sind dagegen lediglich partiell verstanden. Zwei verschiedene Theorien versuchen, die Defibrillation zu erklären: Einerseits wird angenommen, dass durch Defibrillation einer ausreichend großen Menge des Myokards – es werden etwa 70 % angenommen – intramyokardial ‚Barrieren’ aus refraktärem Myokard entstehen. An diesen laufen sich die Fronten der Automatie ‚tot’. Eine weitere Hypothese nimmt an, dass durch die Defibrillation ein grenzwertiger Spannungs-Gradient erzeugt wird (etwa 6 V/cm). Dieser führt zu verlängerter Repolarisation, an der sich die Fronten der Automatie brechen. Tierexperimentelle Befunde sprechen dafür, dass die letztgenannte Hypothese die plausiblere ist. Eine effektive Defibrillation des Kammerflimmerns ist demnach dadurch gekennzeichnet, dass durch die Schock-Entladung die kreisenden Erregungsfronten beendet werden und höher angeordnete Steuerzentren des Herzrhythmus ihre Funktion wieder aufnehmen. Im Falle einer ineffizienten Defibrillation wird durch den Schock zwar das Kammerflimmern beendet, da jedoch Automatismen weiter um partiell refraktäres Myokard kreisen, wird das Kammerflimmern neu initiiert.

## Vorgehen im Rahmen der Reanimation

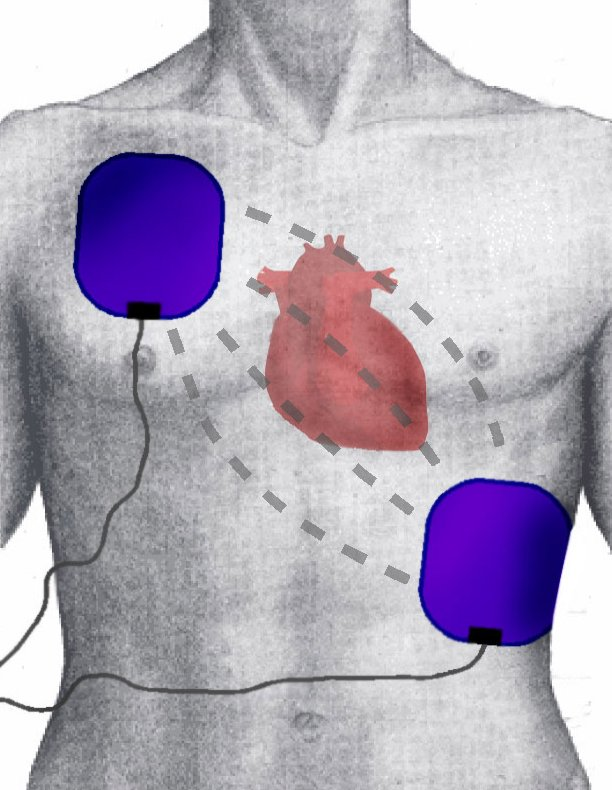
Position der Elektroden

Bei der Defibrillation werden die Elektroden (Paddles) des Defibrillators auf den Brustkorb des Patienten aufgedrückt. Um den Übergangswiderstand ins Körperinnere zu verringern, werden sie vorher mit elektrisch leitendem Gel bestrichen. Alternativ werden Einweg-Klebe-Elektroden auf den Brustkorb aufgebracht, was auch bei automatisierten externen Defibrillatoren (AED) der Fall ist. Die Position der Elektroden ermöglicht, dass der Strom zwischen ihnen durch das Herz fließt. Bei üblicher Positionierung erreichen nur etwa vier Prozent der Energie den Herzmuskel.
Beim Erwachsenen werden bis zum Eintreffen des Defibrillators die Basismaßnahmen der Reanimation durchgeführt. Danach wird mit einer Energie von 150…360 Joule (monophasisch) und bei biphasischen (d. h. während des Entladepulses umpolenden) Geräten mit typisch geringerer Energie defibrilliert. Herzdruckmassage und Beatmung werden unmittelbar danach für zwei Minuten fortgesetzt, dann erfolgt eine Kontrolle der Kreislauffunktion und des Pulses.
Jeder Schock verursacht verbrennungsähnliche Gewebeschäden. Zudem sinkt in fast allen Fällen die Wahrscheinlichkeit einer erfolgreichen Reanimation massiv ab, wenn bereits mehrfach erfolglos defibrilliert wurde, was auch ein Anzeichen für eine lange Reanimationsdauer ist. Ausnahmen sind unterkühlte und vergiftete Patienten.
Zwischen den Defibrillationsversuchen wird der Patient üblicherweise intubiert und es werden Medikamente verabreicht, die die Herzkraft steigern sollen.
Bei einem Herzstillstand ohne sichtbare elektrische Aktivität (Asystolie) wird ein Adrenalin-Präparat gegeben; bei sehr langsamem Herzrhythmus (Bradykardie) wird die Anregung von Herzmuskelkontraktionen mittels eines externen Herzschrittmachers versucht. Eine Defibrillation ist in dieser Situation sinnlos.

## Gefahren
Wird eine Defibrillation bei normalem Herzrhythmus versehentlich durchgeführt (z. B. bei Bewusstlosigkeit aus anderer Ursache), kann dadurch Kammerflimmern ausgelöst werden. Geräte, die für die Bedienung durch medizinische Laien vorgesehen sind, prüfen daher selbstständig den Herzrhythmus des Patienten und unterbinden gegebenenfalls die Abgabe eines Stromstoßes.
Darüber hinaus ist es bei einer Defibrillation wichtig, dass die Helfer nicht leitend mit dem Patienten verbunden sind (z. B. durch Berührung des Patienten), da sie sonst einen Teil der Energie abbekommen könnten.

## Geräte

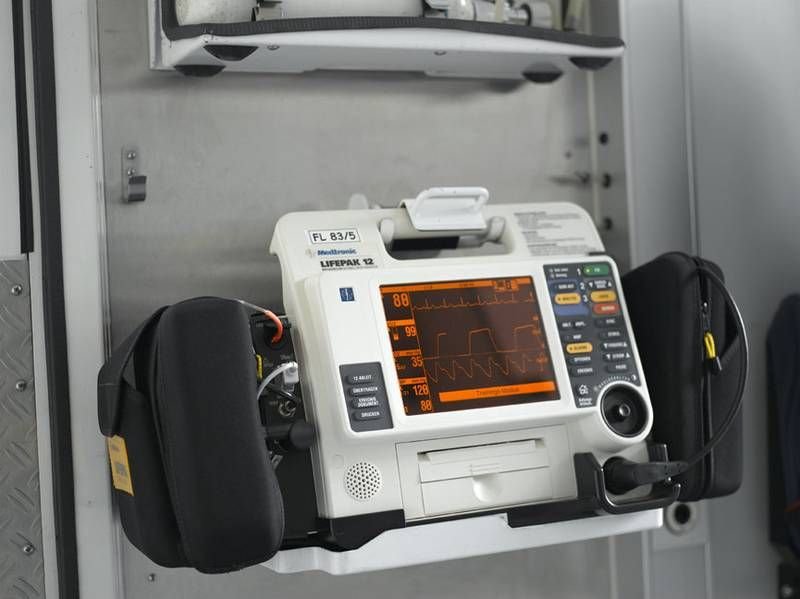
Ein im Rettungsdienst eingesetzter Defibrillator

Es gibt sowohl manuelle als auch halbautomatische Defibrillatoren. Diese Geräte werden vor allem im Rettungsdienst und in Krankenhäusern eingesetzt. Sie besitzen oft Zusatzfunktionen wie die eines EKGs, der Messung der Sauerstoffsättigung des Blutes oder auch des Blutdrucks.
Auf öffentlichen Plätzen und vielfrequentierten Orten werden zunehmend AEDs (automatisierter externer Defibrillator) platziert, um die Dauer des Kreislaufstillstandes im Fall von Kammerflimmern möglichst zu reduzieren.

## Geschichte und Verfahren
Elektrische Schläge zur „Wiederbelebung“ von zuvor mit elektrischen Schlägen bewusstlos gemachten Hühnern beschrieb bereits Christoph Wilhelm Hufeland. Erstmals tierexperimentell erprobt wurde das Verfahren der Defibrillation 1899 bei einem flimmernden Hundeherz. Jean Louis Prévost und Frédéric Battelli verwendeten dazu Wechselstromstöße von 4800 Volt. Mit 120 bis 240 Volt, wie Battelli 1900 berichtete, konnte bei direkter Anwendung von Wechselstromstößen am freigelegten Herzen in der Hälfte der Fälle erfolgreich Kammerflimmern beendet werden. Im Jahr 1900 berichteten sie über die erfolgreiche Behandlung von Kammerflimmern durch Kondensatorentladungen.
Die erste erfolgreiche elektrische Defibrillation beim Menschen gelang Claude S. Beck 1947. Die erste äußere Defibrillation (bei geschlossenem Brustkorb) gelang 1936 L. P. Ferris bei einem Schaf. Beim Menschen erfolgte die erste extrathorakale Entflimmerung 1954 durch J. A. Hopps und Wilfred Gordon Bigelow bei einem in Hypothermie operierten sechs Monate alten Säugling. Eine zweite extrathorakale Defibrillation beim Menschen publizierten Paul M. Zoll und Mitarbeiter 1956.
Typische Defibrillatoren sind batteriebetrieben und erzeugen die Hochspannungsimpulse aus einem von einem Spannungswandler geladenen Kondensator. Die Ladespannung (bis mehrere Kilovolt) und die Kapazität des Kondensators bestimmen die abgegebene Energie (typisch unterhalb 400 Joule). Der Kondensator wird über einen Vorwiderstand und den Körper des Patienten entladen, es entsteht eine typische exponentielle Entladekurve mit Spitzenströmen mit einigen 10 Ampere (sogenannte monophasische Geräte). Bei sogenannten biphasischen Geräten wird während des Pulses umgepolt. Die Impulsdauern betragen meistens zwischen 3 und 20 ms. Fortgeschrittene Geräte vermeiden hohe Spitzenströme, indem die Impulse eine angenäherte Rechteckform besitzen. Hierzu wird schrittweise der Vorwiderstand verkleinert.
Monophasische Geräte wurden um 1960 entwickelt, die biphasischen Geräte wurden um 1990 von einem russischen Wissenschaftler entwickelt und erzielen bessere Ergebnisse – die biphasische Defibrillation kommt mit deutlich geringeren Energien aus. Manche Geräte bestimmen vor der Pulsabgabe zunächst die Impedanz des Brustkorbs. Bei geringer Impedanz ist nach dem Ohmschen Gesetz eine geringere Spannung notwendig, um die notwendige elektrische Leistung zu erzeugen. Bei hochohmigen Patienten (z. B. adipöse oder dehydrierte Patienten) wird die Spannung erhöht, um den maßgebenden erforderlichen Strom an den Herzmuskel zu bringen.
Warum biphasische Geräte effizienter arbeiten als monophasische, wird noch untersucht. Man postuliert, die Ladung der Muskelzellen müsse nach Pulsende durch die Umpolung neutralisiert sein (Charge Balancing). Das gelinge impedanzunabhängig nur dann, wenn der zweite, negative Impulsteil ausreichend hoch sei und nicht wegen der Entladekurvenform bereits unter die Stimulationsschwelle falle.

### Monophasische Anregung
Bei der monophasischen Defibrillation fließt der elektrische Strom zwischen den Defibrillationselektroden nur in einer Richtung, der Impuls hat nur eine Phase.

### Biphasische Anregung
Bei der biphasischen Defibrillation wechselt der abgegebene Strom während des Impulses die Richtung. Der Impuls wird dabei in zwei Teilen abgegeben, die sich in ihrer Polung unterscheiden.

### Impedanzmessung
Viele Geräte passen die Impulsamplitude an den Widerstand des Patienten an, um den erforderlichen Strom einzuhalten. Zunächst wird hierzu vom Defibrillator über die Elektroden ein geringer Messstrom durch den Patienten geleitet. Dies dient dazu, den komplexen Widerstand des Brustkorbes, seine Impedanz, zu messen. Je nach gemessener Impedanz stellt das Gerät die passende Spannung bzw. Impulsamplitude zur Defibrillation ein: eine niedrige bei geringerem Widerstand, etwa bei schlanken Menschen, eine höhere etwa bei adipösen Personen. So eingestellt erfolgt der eigentliche Schock als Stromstoß mit der gewählten Stärke.

### Energiemenge
Obwohl seit vielen Jahren bekannt ist, dass mittels Defibrillation Kammerflimmern beendet werden kann, ist die optimale Energiemenge nach wie vor immer noch unklar. Zwar wurde von Weaver und Mitarbeitern bereits 1982 in einer Untersuchung gezeigt, dass prinzipiell Schocks mit 175 J und 320 J gleich effektiv sind. Dieselbe Studie zeigte jedoch, dass mit höherer Schock-Energie auch die Häufigkeit höhergradiger AV-Blockierungen signifikant zunahm. Die für monophasische Defibrillation gängigen Algorithmen spiegeln somit einen bislang nicht verifizierten Kompromiss wider.
Die niedrigsten Energien sind bei rechteckigen, die Polung wechselnden (biphasischen) Impulsen erforderlich. Das wurde bereits 1964 an Versuchen mit Hunden festgestellt, damals war die Erzeugung solcher Impulse jedoch sehr aufwendig.

### Monophasisch versus biphasisch
Vergleiche monophasischer mit biphasischen Schocks sind ausführlich durchgeführt worden und zeigen signifikant, dass mit biphasischen Geräten oder gar mit Rechteckimpulsen und Impedanzanpassung niedrigere Energien ausreichen und dadurch Risiken vermieden werden. Das größte Kollektiv wurde in der ORCA-Studie untersucht. Dort zeigte sich, dass ein biphasischer 150 J Schock mit 96 % Wahrscheinlichkeit Kammerflimmern beenden konnte, wogegen ein monophasischer 200 J Schock nur in 59 % effektiv war. Dieser Unterschied war signifikant; ebenfalls auch die Unterschiede für den zweiten (64 % gegen 96 %) und dritten Schock (69 % gegen 98 %). Die Rate der überlebenden Patienten in beiden Gruppen war zwar nicht signifikant unterschiedlich, aber der Anteil an Patienten mit geringem zerebralen Schaden nach erfolgreicher Reanimation war in der Gruppe der mit biphasischen Defibrillatoren behandelten Patienten besser.

## Ähnliche Anwendungen
Verwandt mit der Defibrillation ist die elektrische Kardioversion. Auch hierbei wird mit einem elektrischen Schock das Herz depolarisiert, um jedoch andere Herzrhythmusstörungen zu beenden. Im Gegensatz zur Defibrillation wird der Schock automatisch nur in einer bestimmten Phase des Herzzyklus abgegeben (synchronisiert mit der R-Zacke im EKG), um die Entstehung von Kammerflimmern zu vermeiden.
Sowohl die Defibrillation als auch die Kardioversion sind sehr schmerzhaft und sollten nicht beim wachen Patienten durchgeführt werden. Bei der Defibrillation (effektiver Kreislaufstillstand) ist der Patient ohnehin tief bewusstlos, für die Kardioversion wird der Patient jedoch normalerweise in kurze Narkose gelegt.